# Ennis Whitehead

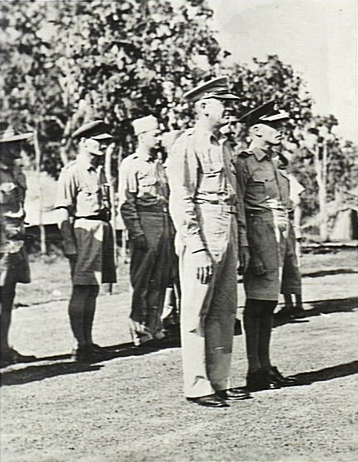
Generalleutnant Ennis Whitehead (links) bei der Abnahme einer Truppenparade in Neuguinea (1943).

Ennis Clement Whitehead (* 3. September 1895 in Westphalia, Kansas; † 12. Oktober 1964 in San Antonio, Texas) war ein US-amerikanischer Offizier und zuletzt Generalleutnant der US Air Force, der unter anderem während des Zweiten Weltkrieges zwischen 1944 und 1945 Kommandeur der 5. US-Luftflotte (Fifth Air Force) sowie zuletzt 1951 Kommandierender General des Luftverteidigungskommandos (Air Defense Command) war.

## Leben

### Offiziersausbildung, Erster Weltkrieg und Zwischenkriegszeit
Ennis Clement Whitehead begann nach dem Besuch der Burlington High School 1914 ein Studium an der University of Kansas und trat am 16. August 1917 als Flugkadett (Flight Cadet) in Fort Riley in die US Army ein. Er war bis November 1917 in Chanute Field stationiert, wo er am 20. November 1917 zum Oberleutnant in der Fliegertruppe (Aviation Section) des Fernmeldereservekorps (Signal Reserve Corps) ernannt wurde. Nach dem Kriegseintritt der Vereinigten Staaten am 6. April 1917 diente er während des Ersten Weltkriegs von November 1917 bis zum Waffenstillstand 1918 im 3. Luftfahrt-Lehrzentrum (3rd Aviation Instruction Center) in Issoudun als Fluglehrer und Testpilot. Im Juni 1918 wurde er dort zum Stellvertretenden Cheffluglehrer (Assistant Chief Test Pilot) ernannt und diente in dieser Funktion bis November 1918, als er in die Vereinigten Staaten zurückkehrte. 

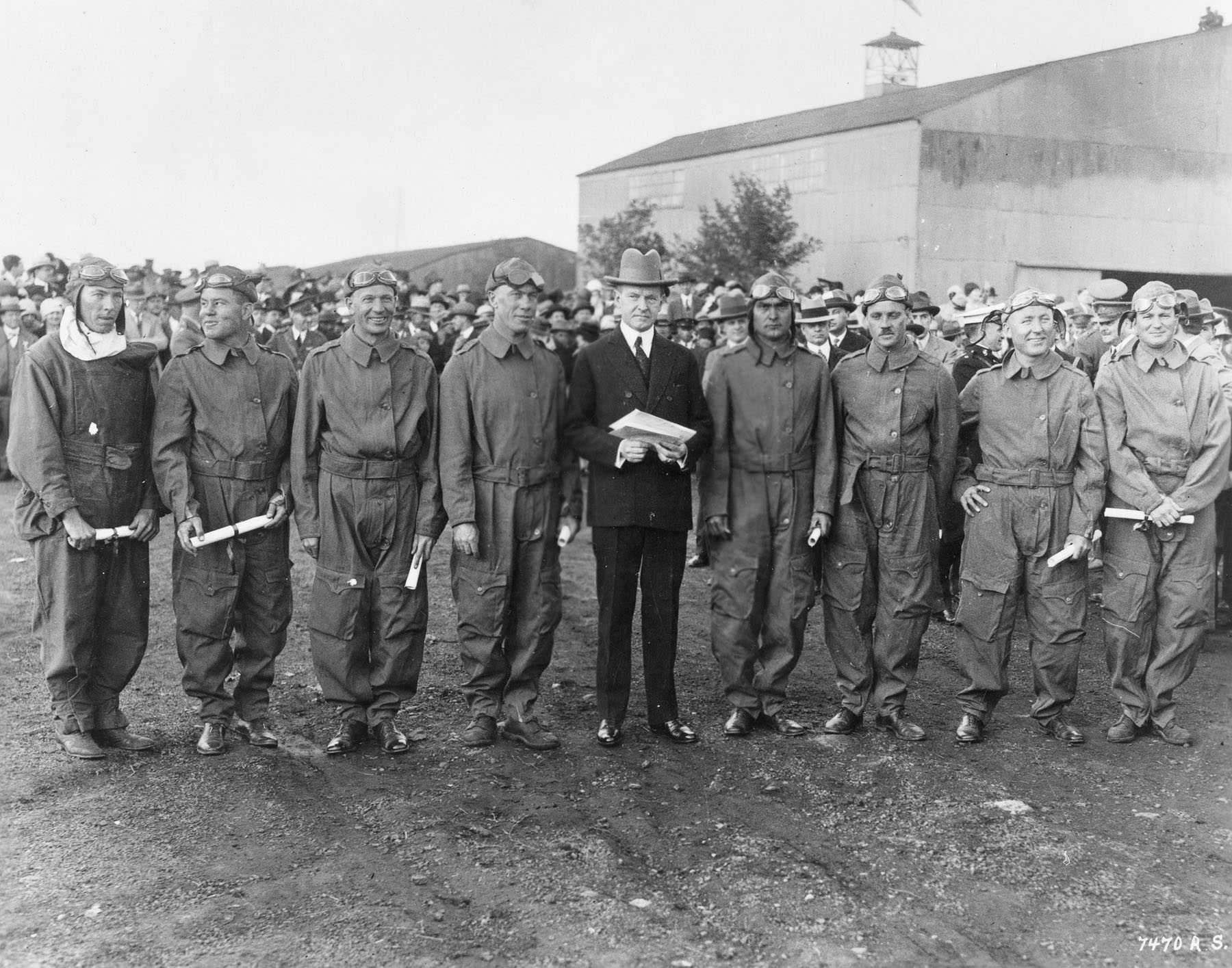
Whitehead (2. v.l.) und Major Herbert Dargue (links) bei der Verleihung des Distinguished Flying Cross durch US-Präsident Calvin Coolidge am 2. Mai 1927.

Nach Kriegsende wurde Whitehead am 9. Januar 1919 ehrenhaft entlassen und kehrte zu diesem Zeitpunkt an die University of Kansas zurück, um seine College-Ausbildung abzuschließen. Nach seinem Abschluss im Jahr 1920 erhielt er den Grad eines Bachelor of Arts und wurde kurz darauf am 1. Juli 1920 als Oberleutnant (First Lieutnant)  in den US Army Air Service der regulären US-Armee übernommen. Sein erster Einsatz in Friedenszeiten unmittelbar nach seiner Indienststellung war in Camp Funston als stellvertretender Versorgungsoffizier des 55. Infanterieregiments. Im Oktober 1920 ging er als Ausbilder auf dem Militärflughafen March Field. Im Februar 1921 ging er als Technischer Offizier der 94. Staffel (94th Squadron) nach Kelly Field und im Juli 1921 wurde er nach Langley Field versetzt. Im Oktober 1921 erfolgte seine Versetzung nach Ellington Field sowie im Juli 1922 nach Selfridge Field, wo er Leiter der Instandhaltungseinheiten war. Danach war er von Juli 1925 bis Juni 1926 Absolvent der Luftingenieurschule (Air Service Engineering School) in McCook Field. Nach seinem Abschluss wurde er als stellvertretender Chef der Instandhaltungseinheiten (Assistant Chief of Maintenance) im Fairfield Air Intermediate Depot in Ohio eingesetzt. Im Dezember 1926 wurde er unter dem Kommando des Majors und späteren Generalmajors Herbert Dargue zum stellvertretenden Technischen Offizier und Piloten für den Panamerika-Flug mit einer Loening OL von Miami nach Buenos Aires ernannt. Für die fliegerischen Verdienste am 21. Dezember 1926 wurde ihm das Distinguished Flying Cross verliehen.
Im Mai 1927 ging Whitehead als stellvertretender Chef der Instandhaltungseinheit der Materialabteilung des Luftkorps (Air Corps Material Division) auf dem Luftstützpunkt Wilbur Wright Field. Im Juli 1928 wurde er dort Leiter der Flugzeugmotoren- und Ersatzteilabteilung und im August 1930 begann er eine Ausbildung an der Taktischen Schule des Luftkorps (Air Corps Tactical School) in  Langley Field. Er machte im Juni 1931 seinen Abschluss und wurde als Kommandeur (Commanding Officer) der berühmten 36. Verfolgungsstaffel (36th Pursuit Squadron) in Selfridge Field zugeteilt. Im November 1932 wechselte er als Operations- und Nachrichtendienstoffizier nach Albrook Field in der Panamakanalzone. Er kehrte im Dezember 1934 in die Vereinigten Staaten zurück und wurde in Barksdale Field als stellvertretender Operationsoffizier (Assistant Operations Officer) stationiert. Im März 1935 ging er als stellvertretender Planungs- und Ausbildungsoffizier (Assistent Plans and Training Officer, G-3) der zum Hauptquartier der Luftstreitkräfte (General Headquarters Air Force) nach Langley Field, Virginia. Im Juli 1935 wurde er Inspektor im General Headquarters Air Force und im August 1937 begann er eine Ausbildung an der Kommando- und Generalstabsschule CGSS (Command and General Staff School) in Fort Leavenworth, wo er im Juni 1938 seinen Abschluss machte.

### Zweiter Weltkrieg
Nach seinem Abschluss an der Command and General Staff School wurde Ennis Whitehead im Juni 1938 in Washington, D.C. Leiter der Abteilung Bodendienste der Versorgungsabteilung im Büro des Chefs des Luftkorps (Office of the Chief of Air Corps), Generalmajor Oscar Westover. Am 12. September 1938 wurde er als Stabsoffizier in die Balkan- und Nahostsektion der Abteilung für Militärische Nachrichtendienste (Military Intelligence Division, G -2) des Generalstabs des Kriegsministeriums versetzt. Nachdem ihm am 3. Dezember 1940 der vorübergehende Dienstgrad eines Oberstleutnants (Temporary Lieutenant-Colonel) verliehen wurde Chef der Luftwaffenaktion dieser Abteilung für Militärische Nachrichtendienste und bekleidete diese Funktion bis zum 8. Februar 1941. Im Februar 1941 wurde er Kommandant der Fortgeschrittenenschule des Luftkorps (Air Corps Advanced Flying School) in Phoenix und behielt diesen Posten bis Juli 1942. In dieser Funktion erhielt er am 18. April 1941 zunächst seine Ernennung zum Oberstleutnant der Army of the United States sowie am 15. Oktober 1941 seine Beförderung zum Oberstleutnant (Lieutenant-Colonel) innerhalb der 1941 gegründeten United States Army Air Forces (USAAF). Nach dem Angriff auf Pearl Harbor am 7. Dezember 1941 und dem Eintritt der Vereinigten Staaten in den Zweiten Weltkrieg am darauf folgenden 8. Dezember 1941 wurde ihm am 5. Januar 1942 der vorübergehende Dienstgrad eines Oberst (Temporary Colonel) verliehen, woraufhin am 1. Februar 1942 seine Ernennung zum Oberst der Army of the United States erfolgte.
Nach seiner Ernennung zum Brigadegeneral der Army of the United States am 16. Juni 1942 wurde Whitehead im Juli 1942 zum stellvertretenden Kommandierender General der Fünften Luftflotte (Fifth Air Force) im Südwestpazifik SWPA (Southwest Pacific Area) ernannt und übte diese Funktion bis zum 15. Juni 1944 aus. Zugleich war er vom 5. bis zum 18. Januar 1943 Kommandierender General des V. Bomberkommandos (V Bomber Command) in Neuguinea und wurde am 15. März 1943 zum Generalmajor der der Army of the United States ernannt. Für seine Verdienste wurde ihm am 11. Januar 1943 das Distinguished Service Cross, 1943 der Silver Star sowie am 29. Januar 1944 erstmals die Army Distinguished Service Medal verliehen. Als Nachfolger von General Henry C. Morrow übernahm er am 15. Juni 1944 schließlich selbst den Posten als Kommandierender General der Fifth Air Force und diente während der Schlacht um Neuguinea und der Rückeroberung der Philippinen als Befehlshaber dieses in Neuguinea, Philippinen, Okinawa-Inseln und Japan operierenden Verbandes bis zu seiner Ablösung durch Generalmajor Kenneth B. Wolfe am 4. Oktober 1945, knapp einen Monat nach der Kapitulation Japans am 2. September 1945.

### Nachkriegszeit

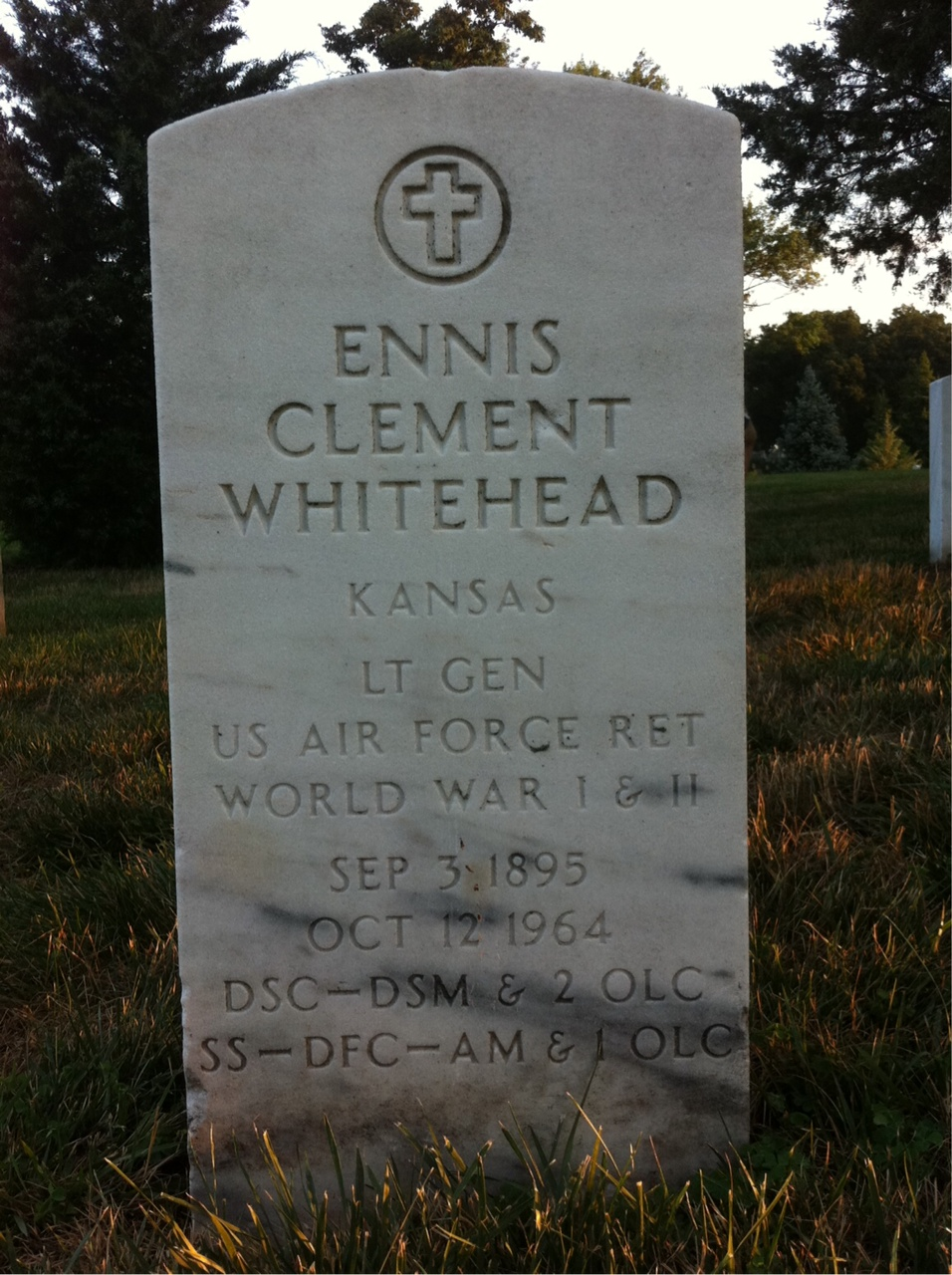
Grabstätte von Generalleutnant Whitehead auf dem Nationalfriedhof Arlington.

Ennis Whitehead wurde zuvor am 5. Juni 1945 zum Generalleutnant der Army of the United States ernannt und übernahm während der Besatzungszeit in Japan am 30. Dezember 1945 bis zum 1. Januar 1947 den Posten als Kommandierender General des Luftkommandos Pazifik (Pacific Air Command US Army). Ihm wurde am 16. März 1946 erneut die Army Distinguished Service Medal verliehen und er wurde am 18. Juli 1946 zudem zum Brigadegeneral (Brigadier-General) der regulären US-Armee befördert. Am 1. Januar 1947 wurde er Kommandierender General der aus dem Pacific Air Command US Army hervorgegangenen Luftstreitkräfte Fernost (Far East Air Forces), die ebenfalls in Japan stationiert waren, und hatte diese Funktion auch nach der formellen Gründung der United States Air Force (USAF) am 18. September 1947 bis zum 25. April 1949 inne. Nach fast sieben Jahren ununterbrochenem Dienst im Ausland kehrte er am 25. April 1949 in die Vereinigten Staaten zurück, um auf der Mitchel Air Force Base Kommandierender General des Continental Air Command (ConAC) zu werden, ein Hauptkommando der US Air Force, das hauptsächlich für die Verwaltung der Air National Guard und der Air Force Reserve verantwortlich ist.
Zuletzt wurde Generalleutnant Whitehead, der im Laufe seiner Dienstzeit als Command Pilot, Combat Observer und Technical Observer eingestuft war, am 8. Januar 1951 Kommandierender General des Luftverteidigungskommandos (Air Defense Command), ebenfalls ein Hauptkommando der USAF. Auf diesem Posten verblieb er bis zu seinem Ausscheiden aus dem aktiven Militärdienst am 31. Juli 1951. Mit seinem Eintritt in den Ruhestand wurde ihm die Air Force Distinguished Service Medal verliehen.
Aus seiner Ehe mit Mary Morse Nicholson Whitehead (1896–1975) ging die Tochter Margaret Whitehead Hinsch (1921–1999) sowie der Sohn und spätere Generalmajor der US Army Ennis Clement Whitehead, Jr. (* 1926) hervor. Sein Enkel Ennis Whitehead III war ebenfalls Offizier und zuletzt Brigadegeneral. Nach seinem Tode wurde er auf dem Nationalfriedhof Arlington bestattet.

## Hintergrundliteratur
- Donald Maurice Goldstein: Ennis C. Whitehead, aerospace commander and pioneer, 1971

## Auszeichnungen
Auswahl der Dekorationen, sortiert in Anlehnung an die Order of Precedence of Military Awards:
- Distinguished Service Cross
- Army Distinguished Service Medal (2 ×)
- Air Force Distinguished Service Medal
- Silver Star
- Distinguished Flying Cross